# Anchorage Patch
Anchorage Patch (von englisch anchorage ‚Verankerung, Ankerplatz‘ und englisch patch ‚Stelle, Flecken‘) ist ein kleiner und isolierter Rifffelsen vor der Ingrid-Christensen-Küste des ostantarktischen Prinzessin-Elisabeth-Lands. Er liegt rund 11 Meter tief in der Bucht Davis Anchorage in einer Entfernung von 800 Metern nordwestlich der Torckler Rocks.
Entdeckt wurde der 1961 vom australischen Geodäten Thomas Gale (* 1911) im Zuge einer der Australian National Antarctic Research Expeditions. Das Antarctic Names Committee of Australia (ANCA) benannte die Untiefe am 4. Juli 1961 deskriptiv.